# Nezamaievski
Nezamaievski - Незамаевский (rus) és un possiólok, un poble, del krai de Krasnodar, a Rússia. Es troba a les terres baixes de Kuban-Azov, al naixement del riu Mókraia, un petit afluent del riu Korsun, a 31 km al nord-oest de Novopokróvskaia i a 162 km al nord-est de Krasnodar, la capital.
Pertanyen a aquest municipi els possiolki de Zarià, Krasnoaermeiski, Oktiabrski, Pervomaiski i Sadovi.